# Ichneumon deustus
Ichneumon deustus là một loài tò vò trong họ Ichneumonidae.